# Pitagorine trojke
Pitagorina trojka je naziv za uređenu trojku prirodnih brojeva {\displaystyle (x,y,z)} gdje su {\displaystyle x} i {\displaystyle y} duljine kateta, a {\displaystyle z} duljina hipotenuze nekog pravokutnog trokuta. Prema Pitagorinom poučku je {\displaystyle x^{2}+y^{2}=z^{2}}.
Ako su {\displaystyle x,y,z} relativno prosti, onda kažemo da je {\displaystyle (x,y,z)} primitivna Pitagorina trojka. Takav trokut sukladno tome nazivljemo primitivni Pitagorin trokut. Uočimo da iz {\displaystyle M(x,y,z)=1} slijedi da je {\displaystyle M(x,y)=M(x,z)=M(y,z)=1}. 
Poznato je da je francuski matematičar i pravnik Pierre de Fermat u svojim radovima u vezi Fermatovog posljednjeg teorema koristio tzv. metodu beskonačnog spusta. U tim se radovima bavio i Pitagorinim trojkama jer su one zapravo rješenje Fermatove jednadžbe {\displaystyle x^{n}+y^{n}=z^{n}} za slučaj n = 2.

## Euklidova formula
Euklidova formula je teorem koji daje jednostavnu formulu kojom se mogu generirati sve Pitagorine trojke. Teorem kaže da su sve Pitagorine trojke {\displaystyle (x,y,z)} u kojima je {\displaystyle x} paran, dane formulama {\displaystyle x=2mn,y=m^{2}-n^{2},z=m^{2}+n^{2}}, gdje je {\displaystyle m>n} i {\displaystyle m,n} relativno prosti prirodni brojevi različite parnosti.
Dokaz. 
Pretpostavimo da imamo primitivnu Pitagorinu trojku sa stranicama {\displaystyle x,y,z}. Tada je {\displaystyle M(x,y,z)=1} i vrijedi {\displaystyle x^{2}+y^{2}=z^{2}} (1). (Trebaju biti sva tri međusobno relativno prosta jer da je npr. {\displaystyle M(x,y)=d>1} iz (1) slijedilo bi da {\displaystyle d\vert z}.) Jasno je da ne mogu sva tri broja {\displaystyle x,y,z} biti neparna, a očito ne može biti više od jednog parnog jer bi tada {\displaystyle x,y,z} ne bi bili relativno prosti. Dakle, jedan od {\displaystyle x,y,z} mora biti paran. Dokazat ćemo da je {\displaystyle z} neparan. Naime, kada bi {\displaystyle z=2n} bio paran, tada bi {\displaystyle x=2n_{1}+1,y=2n_{2}+1} trebali biti neparni. No, onda bi iz (1) slijedilo da je lijeva strana jednakosti daje ostatak 2, a desna ostatak 0 pri dijeljenju s 4, što je kontradikcija. Dakle, {\displaystyle z} je neparan te su {\displaystyle x,y} različite parnosti.
Sada bez smanjenja općenitosti pretpostavimo da je {\displaystyle x} paran. Zapišimo (1) u obliku {\displaystyle x^{2}=(z-y)(z+y)} (2), gdje su {\displaystyle z-y,z+y} oba parni, jer su očito iste parnosti, a na lijevoj strani je paran broj. Dakle, postoje {\displaystyle a,b,c\in \mathbb {N} } takvi da {\displaystyle x=2u,z-y=2v,z+y=2w}. Uvrštavanjem u (2) dobije se {\displaystyle u^{2}=vw}. Pokažimo sada da su {\displaystyle v,w} također relativno prosti. Kako {\displaystyle M(v,w)} dijeli oba {\displaystyle v+w=z,v-w=y} slijedi {\displaystyle M(v,w)\vert M(y,z)=1} pa je {\displaystyle M(v,w)=1}. Odmah se vidi da, zbog toga što je {\displaystyle u^{2}=vw} prema Osnovnom stavku aritmetike slijedi da su oba {\displaystyle v,w} potpuni kvadrati pa postoje {\displaystyle m>m,m,n\in \mathbb {N} } takvi da je {\displaystyle v=m^{2},w=n^{2}}. Kako je {\displaystyle M(v,w)=1} slijedi da su i {\displaystyle m,n} relativno prosti te odovuda slijedi 
{\displaystyle z=m^{2}+n^{2},y=m^{2}-n^{2}}. Zbog toga što su {\displaystyle z,y} oba neparni jasno je da su {\displaystyle m,n} različite parnosti. Iz (1) dobivamo da je {\displaystyle x^{2}=(m^{2}+n^{2})^{2}-(m^{2}-n^{2})^{2}=2mn.}
Valjda još dokazati da je za bilo koja dva relativno prosta prirodna broja {\displaystyle m,n} trojka {\displaystyle (2mn,m^{2}-n^{2},m^{2}+n^{2})} zapravo primitivna Pitagorina trojka. Očito je da {\displaystyle (2mn)^{2}+(m^{2}-n^{2})^{2}=(m^{2}+n^{2})^{2}} vrijedi, dakle treba još samo pokazati da je {\displaystyle M(2mn,m^{2}-n^{2},m^{2}+n^{2})=1}. Pretpostavimo da postoji {\displaystyle d>1} takav da {\displaystyle d\vert 2mn,d\vert m^{2}-n^{2}}. Kako je {\displaystyle m^{2}-n^{2}} neparan vrijedi {\displaystyle d\neq 2k,k\in \mathbb {N} } pa {\displaystyle d} mora dijeliti točno jedan od {\displaystyle m,n}; neka BSO {\displaystyle d\vert m}. Tada {\displaystyle d\vert m^{2}-n^{2},d\vert m^{2}} pa {\displaystyle d\vert n^{2}} iz čega je {\displaystyle d\vert n}, što je kontradikcija.
Ovime smo pokazali valjanost Euklidove formule, odnosno da su sve Pitagorine trojke dane identitetom {\displaystyle (2dmn)^{2}+(d(m^{2}-n^{2}))^{2}=(d(m^{2}+n^{2}))^{2}} na skupu prirodnih brojeva.

## Povezanost s kompleksnim brojevima
Neka je {\displaystyle z=x+yi,x,y\in \mathbb {N} }. Tada vrijedi {\displaystyle z^{2}=x^{2}-y^{2}+2xyi}. 
Stavimo {\displaystyle |x^{2}-y^{2}|=a,2|xy|=b} pa ćemo imati: {\displaystyle a^{2}+b^{2}=(x^{2}-y^{2})^{2}+4x^{2}y^{2}=(x^{2}+y^{2})^{2}=c^{2}.}
I sada iz jednakosti {\displaystyle a=|x^{2}-y^{2}|,b=2xy,c=x^{2}+y^{2}} za svaki {\displaystyle x,y\in \mathbb {N} ,x\neq y} dobijemo jednu Pitagorinu trojku brojeva.

## Napomena o ekvivalenciji
Samo na temelju definicije Pitagorine trojke nije očito da će rješavanje jednadžbe {\displaystyle x^{2}+y^{2}=z^{2}} u skupu prirodnih brojeva biti potpuno ekvivalentno traženju Pitagorinih trojki.
Naime, nije otklonjena mogućnost da ako je trojka {\displaystyle (x_{0},y_{0},z_{0})} za {\displaystyle x_{0},y_{0},z_{0}\in \mathbb {N} } rješenje jednadžbe (1), da uistinu postoji pravokutan trokut sa stranicama {\displaystyle x_{0},y_{0},z_{0}}.
Da bismo dokazali da za svaku trojku koja je rješenje jednadžbe (1) postoji takav pravokutan trokut dovoljno je pokazati da za bilo koju takvu trojku {\displaystyle (x_{0},y_{0},z_{0})} vrijedi nejednakost trokuta, tj. da mora biti {\displaystyle x_{0}+y_{0}>z_{0},x_{0}+z_{0}>y_{0},y_{0}+z_{0}>x_{0}} jer će tada biti moguće konstruirati pravokutan trokut sa stranicama {\displaystyle x_{0},y_{0},z_{0}}.
Treba uočiti da je jednadžba (1) ekvivalentna s {\displaystyle (x_{0}+y_{0})^{2}-2x_{0}y_{0}={z_{0}}^{2}} iz čega slijedi {\displaystyle (x_{0}+y_{0})^{2}>{z_{0}}^{2}} (jer je {\displaystyle 2x_{0}y_{0}>0}) pa je očito {\displaystyle x_{0}+y_{0}>z_{0}.} Analogno se pokazuju druge dvije nejednakosti.
Ovime je ekvivalencija dokazana, odnosno svaka trojka prirodnih brojeva {\displaystyle x_{0},y_{0},z_{0}} koja zadovoljava {\displaystyle x^{2}+y^{2}=z^{2}} je ujedino i jedna Pitagorina trojka.